# Guillermo IV de Baviera
Guillermo IV de Baviera (Múnich, 13 de noviembre de 1493 - 7 de marzo de 1550) fue duque de Baviera entre 1508 y 1550, junto con su hermano Luis X, que fue duque entre 1516 y 1545.

## Vida
Era hijo del duque Alberto IV y de la archiduquesa Cunegunda de Austria, hija del emperador Federico III.

## Actividad política
Guillermo IV es conocido por promulgar el 23 de abril de 1516 la regulación de la pureza de la cerveza, indicando que sólo podría utilizarse en su composición cebada, lúpulo y agua. Esta regulación permaneció en vigor hasta su abolición en 1986, al ser sustituida por regulaciones de la Unión Europea.
Inicialmente Guillermo simpatizó con la Reforma pero cambió de parecer al extenderse por Baviera. En 1522, prohibió las obras de Martín Lutero y llegó a ser uno de los líderes en oponerse a la reforma, aunque se enfrentó a los Habsburgo, ya que su hermano Luis X era aspirante a la corona de Bohemia.
Los duques de Baviera, en una alianza con el arzobispo de Salzburgo, contribuyeron a dominar las revueltas campesinas del sur de Alemania en 1525.
El conflicto con los Habsburgo finalizó en 1534, cuando los dos duques alcanzaron un acuerdo con el Rey de Romanos Fernando I en Linz. Así, Guillermo IV apoyó al Emperador Carlos V en su guerra contra la Liga de Esmalcalda en 1546.
A su muerte, le sucedió su hijo Alberto V.

### Matrimonio e hijos
Casado con María Jacoba de Baden, hija del margrave Felipe de Baden-Sponheim y de Isabel del Palatinado, tuvo por hijos:
1. Teodoro (1526-1534).
2. Alberto V (1528-1579), sucesor de su padre.
3. Guillermo (1529-1530).
4. Matilde (1532-1565), casada en 1557 con el margrave Filiberto de Baden.